# Дегтярёв, Кирилл Евгеньевич
Кирилл Евгеньевич Дегтярёв (род. 14 сентября 1963) — советский и российский учёный-геолог, тектонист, академик РАН (2019), лауреат премии имени А. Д. Архангельского (2014), премии В. А. Обручева (2023), главный редактор журнала «Геотектоника».

## Биография
Родился 14 сентября 1963 года в СССР[где?].
В 1986 году — окончил геологический факультет МГУ, учился на кафедре исторической и региональной геологии.
С 1986 по 1991 годы — инженер, геолог, начальник партии Центрально-Казахстанской экспедиции геологического факультета МГУ.
С 1991 года работает в Геологическом институте РАН:
- 1997 — старший научный сотрудник
- 2002 — заведующий лабораторией геодинамики позднего докембрия и фанерозоя
- 2015 — заместитель директора по научной работе
- с 1 октября 2018 года — директор института[1].

В 1997 году — защитил кандидатскую диссертацию по теме «Тектоническая эволюция раннепалеозойских окраинных бассейнов Центрального Казахстана».
Основные научные работы были связаны с решением проблем тектоники и геодинамики Центрально-Азиатского складчатого пояса.
В 2010 году — защитил докторскую диссертацию по теме «Каледониды Казахстана и Северного Тянь-Шаня: структуры, тектоническая эволюция и процессы формирования континентальной коры».
22 декабря 2011 года был избран членом-корреспондентом, Отделение наук о Земле РАН.
В 2019 году, во время обсуждения кандидатов в академики, В. В. Ярмолюк отметил:

«Дегтярев — специалист в области тектоники и эволюции складчатых поясов. Он сделал очень много для развития и познания центрального складчатого пояса, особенно его западной части. Эти работы широко известны во всем мире и опубликованы в ведущих отечественных и зарубежных журналах».
В ноябре 2019 года был избран академиком РАН.

## Организационная работа
- Главный редактор журнала «Геотектоника», книжных научных серий «Труды ГИН РАН», «Очерки по истории геологических знаний» и других
- Председатель Научного совета про проблемам тектоники и геодинамики при ОНЗ РАН
- Председатель Совета по защите диссертаций при ГИН РАН
- член Экспертных советов РФФИ, РНФ, ЦНТП[уточнить]
- член Уральского регионального петрографического совета
- руководитель международных, издательских и экспедиционных проектов[уточнить] РФФИ
- руководитель проектов и ученый секретарь Программ[уточнить] фундаментальных исследований ОНЗ РАН[источник не указан 2763 дня].

## Награды и премии
- 2014 — Премия имени А. Д. Архангельского — за монографию «Тектоническая эволюция раннепалеозойских островодужных систем и формирование континентальной коры каледонид Казахстана»[4].
- 2020 — Медаль соавтору лучшей статьи 2019 года в научном журнале Gondwana Research от International Association for Gondwana Research (IAGR)[5].
- 2023 — Премия имени В. А. Обручева (31 октября 2023) — за цикл работ «Геология и геодинамика докембрия и раннего палеозоя западной части Центрально-Азиатского складчатого пояса»[6]
- 2024 — Медаль ордена «За заслуги перед Отечеством» II степени (5 февраля 2024) — за большой вклад в развитие отечественной науки, многолетнюю плодотворную деятельность и в связи с 300-летием со дня основания Российской академии наук[7].